# Cassistrellus
Cassistrellus is een geslacht van zoogdieren uit de familie van de gladneuzen (Vespertilionidae). De wetenschappelijke naam van het geslacht werd in 2017 gepubliceerd door Ruedi, Eger, Kim & Csorba.

## Soorten
Er worden 2 soorten in dit geslacht geplaatst:
- Cassistrellus dimissus (O. Thomas, 1916)
- Cassistrellus yokdonensis Ruedi, Eger, B. K. Lim, & Csorba, 2017